# Фардж, Мохаммед
Мохаммед Фардж (фр. Mohammed Fardj; род. 19 июля 1998) — алжирский борец вольного стиля, призёр Африканских игр, победитель и призёр чемпионатов Африки, участник Олимпийских игр.

## Карьера
В августе 2019 на Африканских играх в Рабате в составе взрослой сборной Алжира стал бронзовым призёром. В апреле 2021 года в тунисском Хаммамете на африканском и океанском олимпийский отборочный турнире к Олимпийским играм в Токио завоевал лицензию. В августе 2021 года был заявлен на Олимпиаду, однако на схватку на стадии 1/8 финала против Алишера Ергали из Казахстана не явился и занял итоговое последнее 16 место.

## Достижения
- Средиземноморский чемпионат по борьбе 2018 — ;
- Чемпионат Африки по борьбе 2019 — ;
- Африканские игры 2019 — ;
- Чемпионат Африки по борьбе 2020 — ;
- Олимпийские игры 2020 — 16;
- Чемпионат Африки по борьбе 2022 — ;